# Hokubō
Hokubō (北房町, Hokubō-chō) était un bourg du district de Jōbō, dans la préfecture d'Okayama, au Japon.
En 2003, le bourg avait une population estimée à 6 158 habitants et une densité de 86,51 personnes par km². La superficie totale était de 71,18 km².
Le 31 mars 2005, Hokubō et les bourgs de Katsuyama, Kuse, Ochiai et Yubara, ainsi que les villages de Chūka, Kawakami, Mikamo et Yatsuka (tous situés dans le district de Maniwa) ont été fusionnés pour créer la ville de Maniwa.